# NGC 553
NGC 553 é uma galáxia lenticular (S0) localizada na direcção da constelação de Pisces. Possui uma declinação de +33° 24' 17" e uma ascensão recta de 1 horas, 26 minutos e 12,5 segundos.
A galáxia NGC 553 foi descoberta em 13 de Setembro de 1784 por William Herschel.